# Argema fournieri
Argema fournieri es una especie de lepidóptero ditrisio de la familia Saturniidae. Se encuentra en Camerún y Nigeria.
Se ha registrado que las larvas se alimentan de especies de Liquidambar y Rhus.